# Мълбери
Вижте пояснителната страница за други значения на Мълбери.
 Тази статия е за пристанищното съоръжение.  За реката в Съединените щати вижте Мълбери (река).  
„Мълбери“ (на английски: Mulberry) е система за временни сглобяеми пристанища, разработена във Великобритания през Втората световна война за нуждите на настъплението в Нормандия.
След успешния десант на Съюзниците на 6 юни 1944 година на нормандския бряг започва монтажа на две пристанища „Мълбери“ – „Мълбери A“ на „Омаха Бийч“ и „Мълбери B“ на „Голд Бийч“. „Мълбери A“ е тежко повредено от буря още преди да е напълно завършено, поради което е изоставено. „Мълбери B“ се използва в продължение на 10 месеца, до отварянето на главните френски пристанища, като през него преминават 2,5 милиона души, 500 хиляди превозни средства и 4 милиона тона доставки.